# Renault SI
Pour les articles homonymes, voir SI.
Le Renault SI est un autocar conçu par Renault et produit de 1928 à 1929. Il est équipé d'un moteur 6 cylindres de 40 ch.